# Пасат Валерій Іванович
Пасат Валерій Іванович, Валеріу Пасат (рум. Valeriu Pasat; *13 липня 1958 року, Скумпія, Молдова) — колишній перший цивільний міністр оборони Молдови (1997–1999), міністр національної безпеки (1999–2000), з січня 2000 до грудня 2001 — директор Служби інформації і безпеки. Голова Гуманістичної партії Молдови з 2010 року. Колишній радник голови правління РАТ «ЄЕС Росії» із зовнішньоекономічних зв'язків (з лютого 2004 до липня 2008 року). У 1992–1994 роках працював у посольстві Молдови в Росії, з серпня 1994 до січня 1997 був послом Молдови в Росії. 2005 року заарештований і 2006 року засуджений на 10 років за нанесення збитку бюджету республіки, однак через кілька місяців термін був скорочений до 5 років; 2007 року амністований судом, а 2009 року — повністю виправданий. Доктор історичних наук, член-кореспондент Академії наук Молдови, у 2002–2003 роках працював в Інституті історії Академії наук Молдови.

## Біографія
Валерій Іванович Пасат народився 13 липня 1958 року в селі Скумпія Фалештського району Молдавської РСР. 1982 року закінчив історичний факультет Кишинівського державного університету за спеціальністю «викладач історії», після чого 2 роки служив у лавах Збройних сил СРСР. У 1984–1988 роках Валерій Пасат був аспірантом Інституту історії СРСР Академії наук СРСР. У 1988–1992 роках працював старшим науковим співробітником в Інституті політичних досліджень ЦК Комуністичної партії Молдови (КПМ), а в 1989–1990 роках обіймав посаду завідувача ідеологічного відділу Кишинівського міського комітету КПМ.
1989 року Молдову розкололи законопроєкти «Про статус молдавської мови» і «Про функціонування молдавської, російської та інших мов на території Молдавської РСР». У правобережній частині республіки молдовани виступали за возз'єднання з Румунією. 2 вересня 1990 року противники «романізації» оголосили про створення Придністровської молдавської республіки зі своїм урядом, міліцією та іншими органами влади. У червні 1992 року молдавська влада вирішила повернути втрачені території силовим шляхом — армія почала наступ на Придністров'я. Однак незабаром російський генерал Олександр Лебедь вступив у командування 14-ї загальновійськовою гвардійською армією, яка завдала артилерійські удари по позиціях армії Молдови. Придністров'я фактично зберегло незалежність, а політики перейшли до переговорного процесу врегулювання конфлікту. З 1992 року Валерій Пасат працював у посольстві Молдови в Росії: обіймав посади головного радника, міністра-радника з політичних питань, а також повіреного в справах представництва Ради міністрів Молдавської РСР при Раді міністрів РРФСР.
Після того як у жовтні 1993 року під час протистояння президента Росії і Верховної Ради Росії озброєні групи спецпідрозділів з Придністров'я підтримали спікера ВС Руслана Хасбулатова і віцепрезидента Олександра Руцького — противників Бориса Єльцина, здавалося, Тирасполь позбувся підтримки Москви. Однак період охолодження був недовгим: 28 квітня 1994 року в спільній заяві керівників Молдови і Придністров'я Росія спромоглася згадати про власну роль посередника в переговорах щодо «державно-правового статусу Придністров'я».

### Посол Молдови в Росії

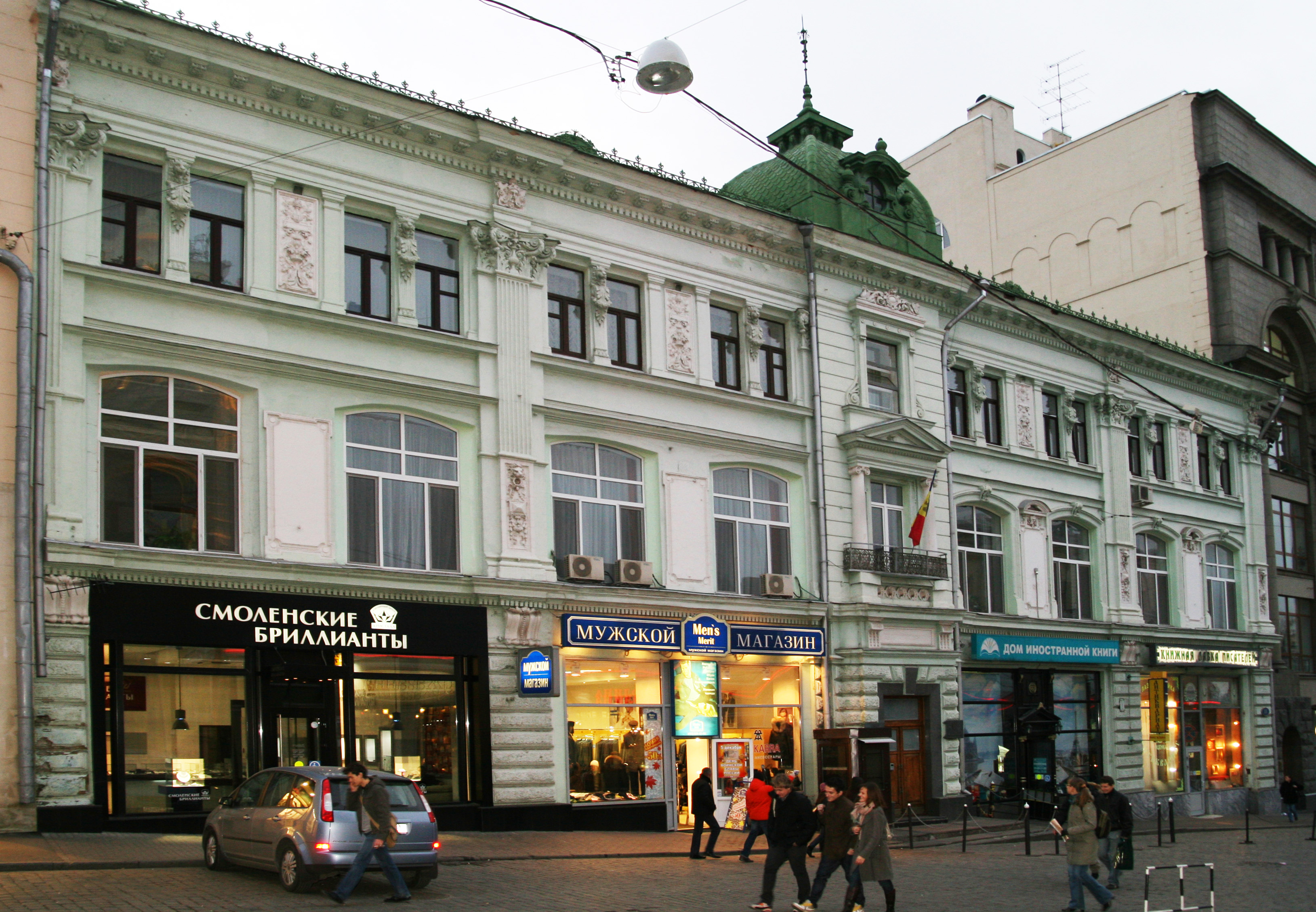
Молдовське посольство в Москві на Кузнецькому мосту

Пасат закінчив докторантуру Інституту історії Росії Академії наук РФ, а 1994 року — Дипломатичну академію МЗС РФ за спеціальністю «зовнішня політика та міжнародні відносини». У серпні 1994 року Пасат став надзвичайним і повноважним послом Молдови в РФ. У той час в російській пресі з'явилися чутки про можливу відставку Лебедя і розформування 14-ї армії. Кишинів побоювався, що за такого варіанту розвитку подій російські офіцери вийдуть з-під контролю Москви і перейдуть на сторону невизнаної Придністровської Молдавської республіки, збройним формуванням якої дістануться ще й стратегічні запаси озброєння і боєприпасів. Відразу після свого призначення Пасат домігся аудієнції в начальника російського Генерального штабу генерала Михайла Колеснікова, але той заявив молдовському послу, що питання розформування армійських командувань — внутрішня справа Росії. З іншого боку, 29 липня 1994 року була прийнята, а 27 серпня набула чинності нова конституція Молдови, 11 стаття якої не допускала розміщення на території республіки збройних сил інших держав. Експерти припустили, що Молдова укладе договір про тривалий термін виведення російських військ, що легалізує їх «тимчасове» перебування в Придністров'ї в обхід нової конституції. 21 жовтня 1994 року Молдова і Росія підписали угоду про статус російських військових формувань, які повинні були бути виведені протягом 3 років. Але російська сторона так і не ратифікувала договір, і до 2015 року її збройні сили залишаються на території Придністров'я.

### Міністерство оборони

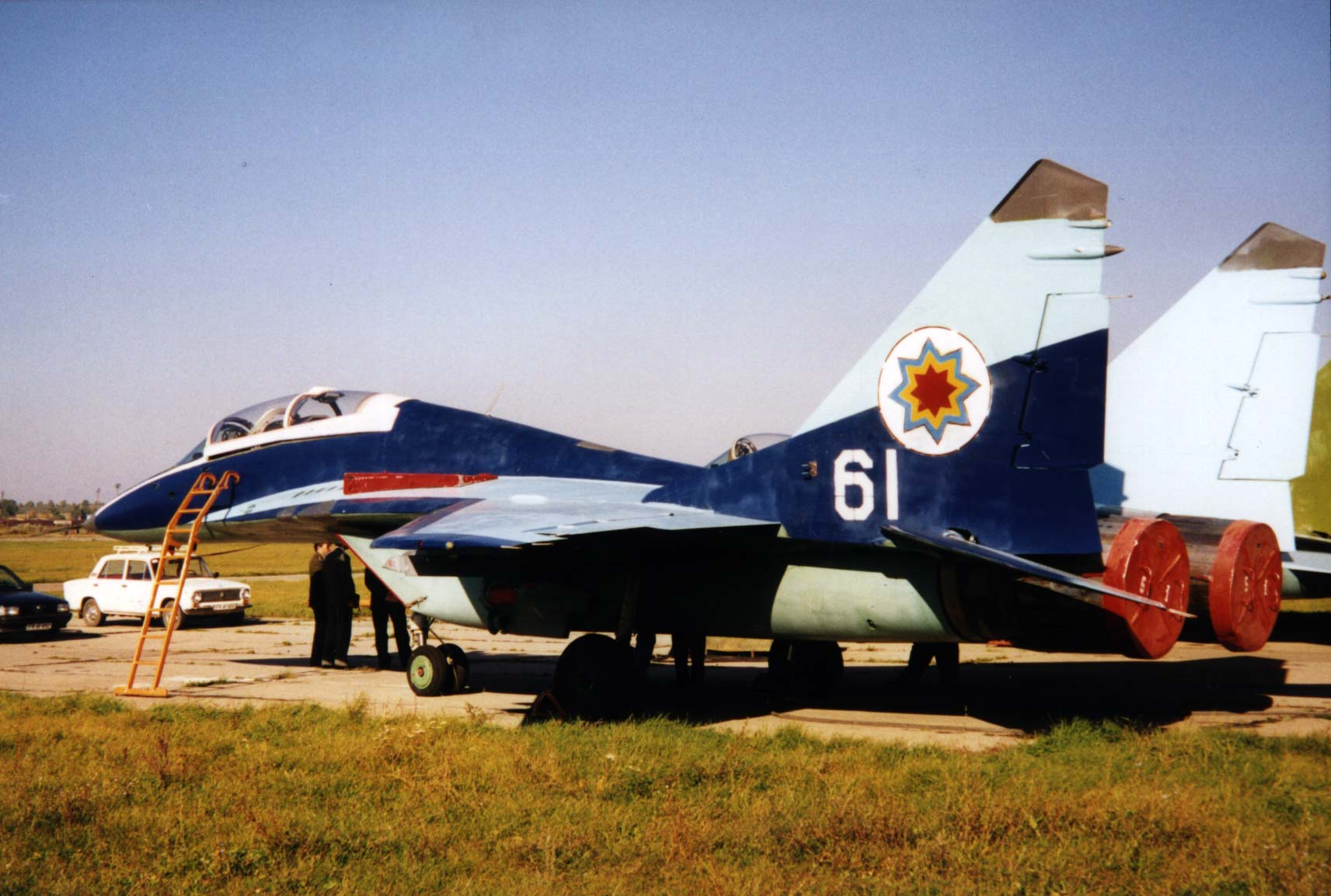
Навчальний літак МіГ-29 молдовських ВПС

У січні 1997 року Пасат повернувся до Молдови, зайнявши пост глави Міністерства оборони республіки. 15 січня 1997 року відбулася інавгурація нового президента Молдови Петра Лучинського, обраного на цю посаду 1 грудня 1996 року в другому турі голосування. 24 січня 1997 року молдовський парламент висловив вотум довіри уряду Йона Чубука, і Пасат став першим в історії республіки цивільним міністром оборони. Коментуючи своє призначення і згадавши про протистояння в березні 1996 року між колишніми президентом республіки Мірча Снєгуром і міністром оборони Павлом Крянге, Пасат заявив, що буде повністю підкорятися президентові Лучинському. 22 травня 1998 року Пасат зберіг пост міністра оборони Молдови в другому уряді Чубука, а 12 березня 1999 року — в уряді Йона Стурзи.
На посту міністра оборони Пасат займався, зокрема, продажем молдовської військової техніки. За деякими відомостями, розпродаж молдовських озброєнь йшов з 1992 року без чітко визначеної державної програми. У вересні 1992 року Молдова фактично подарувала Румунії один літак МіГ-29 вартістю приблизно 25-27 млн доларів. 1994 року Молдова вела переговори про продаж 16 бойових літаків і 1 навчального МіГ-29 за 175,1 млн доларів із сепаратистами Південного Ємену, які 21 травня 1994 року проголосили створення нової Демократичної Республіки Ємен. Молдовани отримали 60 млн доларів, а товар поставили лише на суму 46,7 млн доларів. Контракт був перерваний з ініціативи посередника — болгарської фірми «Sectron». Відомо, що пізніше Молдова поставила до Ємену іншу військову техніку на суму в 2,5 млн доларів для вирішення суперечки за контрактом. Громадянська війна в Ємені закінчилася після того, як 7 липня 1994 року жителі півдня зазнали поразки від північних сил.
Одна з найбільших угод з продажу молдовських МіГ-ів ледь не відбулася незадовго до приходу Пасата до міністерства оборони республіки. У листопаді 1996 року, між першим і другим туром президентських виборів, президент Молдови Мірча Снєгур затвердив контракт на продаж 27 літаків МіГ-29 південнокорейській фірмі «Colon International COBD», яка запропонувала за них 93,5 млн доларів. Уряд дозволив реалізацію цього контракту 3 січня 1997 року, тобто в останні дні своєї роботи. Прийшовши до влади, Лучинський призупинив виконання контракту на прохання уряду США, які побоювалися, що молдовські винищувачі можуть потрапити в одну з «країн-ізгоїв». Але вже через кілька місяців Молдова видала 14 доручень різним юридичним і фізичним особам, дозволивши їм вести переговори з продажу винищувачів від імені республіки.
Відомо, що в середині 1997 року Молдова безуспішно намагалася продати свої винищувачі Росії — компанії «Росвооружение» і авіаційному виробничому об'єднанню «МіГ». Можливо, саме це питання Пасат опрацьовував під час свого першого дводенного офіційного візиту до Москви в липні 1997 року, в ході якого обговорювалися перспективи розвитку військово-технічного співробітництва між двома країнами. Уже через кілька місяців до президента Лучинського звернувся спеціальний представник Державного департаменту США, заявивши про готовність Вашингтона придбати 21 винищувач МіГ-29 з обладнанням і боєприпасами, але лише за 40 млн доларів, запропонувавши віддати на додачу 2 вантажних літаки С-130 «Геркулес» і 80 автомобілів вантажопідйомністю від 2,5 до 5 тонн. Один з американських парламентерів пізніше згадував, як важко було знайти навіть ці 40 мільйонів доларів для Молдови, що мала другорядне значення для більшості чиновників з адміністрації президента США. У ході переговорів молдовани відмовилися від «Геркулесів», що використовувалися ще під час В'єтнамської війни, оскільки вони потребували ремонту на 11 млн доларів, а обслуговування МіГ-ів обходилося б в 1,2 млн доларів на рік.

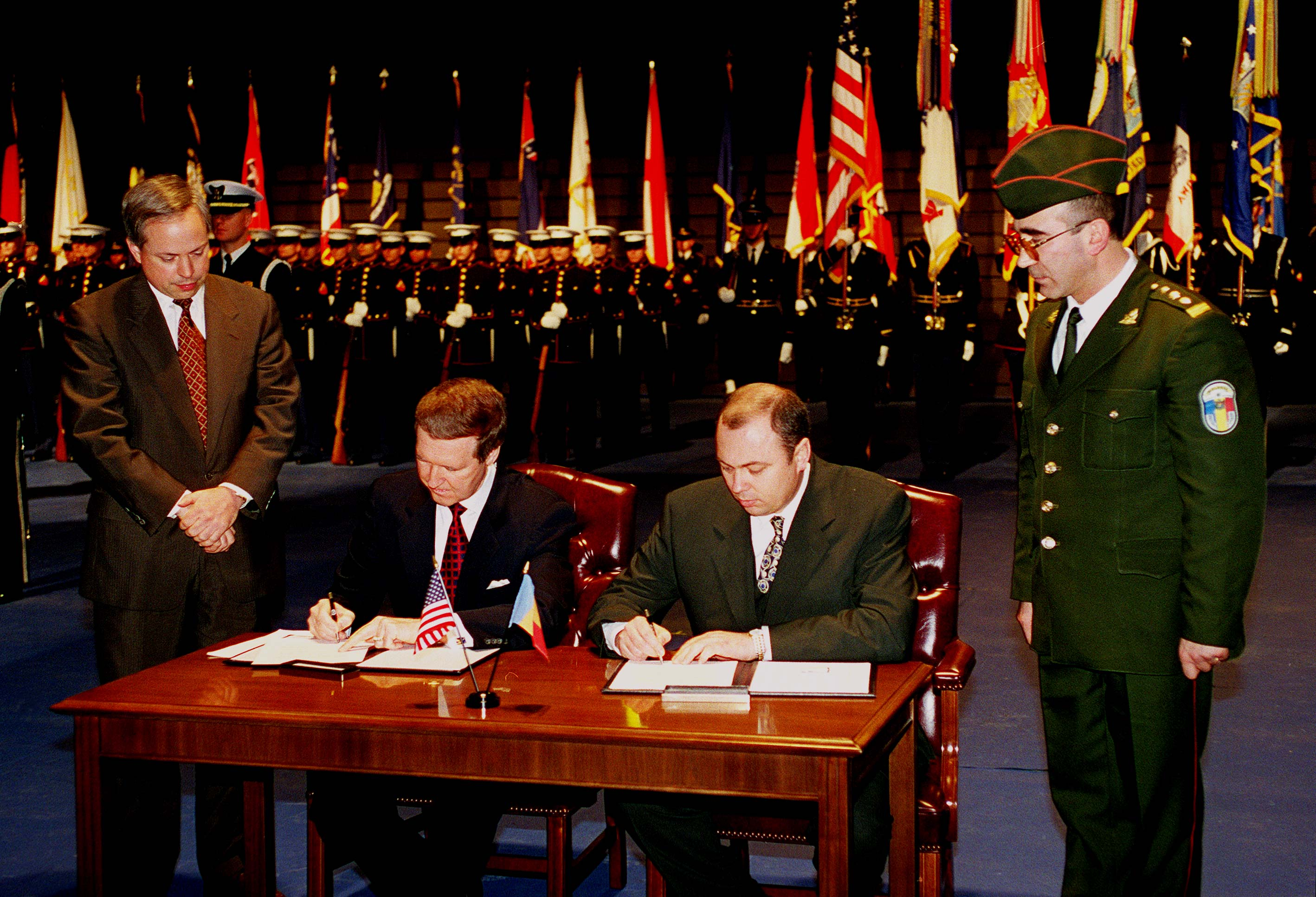
Міністри оборони США і Молдови Вільям Коен і Валеріу Пасат підписують угоду про кооперацію відомств, 1997 рік

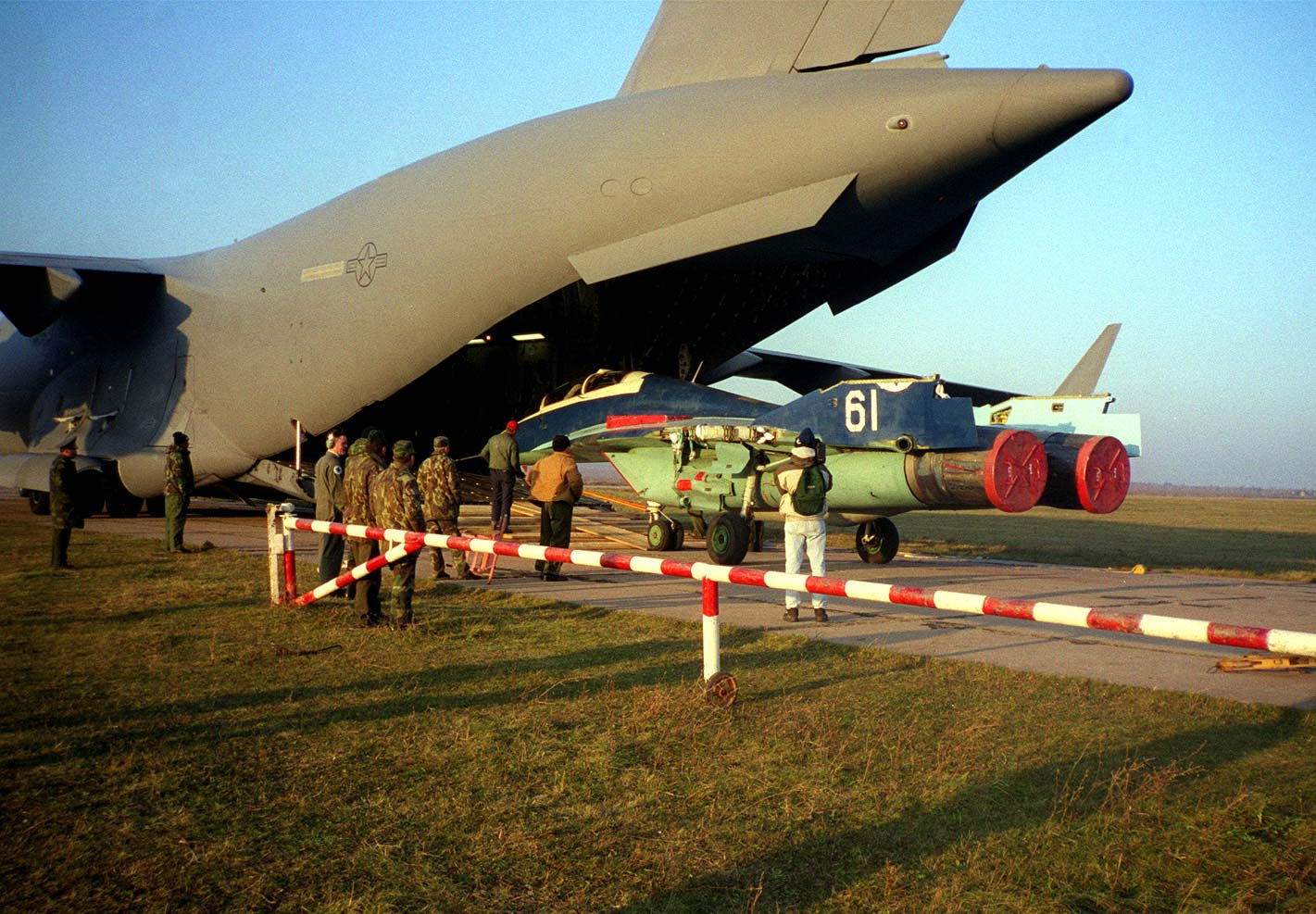
Завантаження МіГ-29 на вантажний літак C-17 американських ВПС

У жовтні 1997 року Пасат від імені міністерства оборони Молдови підписав з департаментом оборони США договір «Про кооперування в галузі нерозповсюдження зброї масового ураження», що був юридичною підставою для продажу американцям 21 винищувача МіГ-29. Одночасно з договором ці відомства підписали декларацію, відповідно до якої США до кінця 1997 року безоплатно передавали Молдові автомобілі вантажопідйомністю від 2,5 до 5 тонн з резерву американської армії і обіцяли надалі (без зазначення конкретних термінів та обсягів поставок) забезпечити молдовську армію транспортними засобами, відеотехнікою, комп'ютерами, засобами зв'язку, обмундируванням, бронежилетами та іншим майном. З молдовської сторони переговори проводилися на рівні президента й уряду, що порушувало закон «Про програму приватизації на 1997–1998 роки», який набув чинності 11 вересня 1997 року і дозволив продаж невикористаного військового майна міністерства оборони виключно на підставі постанов парламенту.
Діяльність Пасата на посту міністра оборони неодноразово критикували депутати молдовського парламенту. У лютому 1998 року член фракції комуністичної партії і голова парламентської комісії з оборони Віктор Злачевський зажадав відставки Пасата. На його думку, міністр оборони не тільки ратував за активну співпрацю з НАТО в рамках програми «Партнерство заради миру», а й готував республіку до вступу в Північноатлантичний альянс в довгостроковій перспективі, що суперечило конституції Молдови. У березні 1999 року віцеспікер парламенту і голова Християнсько-демократичного Народного фронту Юрій Рошка звинуватив Пасата у зловживаннях: закупівлі на кошти військового відомства за завищеною ціною двох автомобілів — «Волга» і «Нива», недостачі технічних засобів, виявлених під час перевірки, а також у порушенні програми приватизації та продажу 21 літака МіГ-29 американцям.

### Служба інформації і безпеки
12 травня 1999 року Пасат був звільнений від обов'язків міністра оборони і призначений міністром національної безпеки Молдови. Це відомство, яке займалося як розвідкою, так і контррозвідкою, раніше очолював Тудор Ботнару, який був відправлений Лучинським на пенсію. При Пасаті відбулася суттєва реформа органів нацбезпеки. 22 червня 1999 року уряд республіки прийняв постанову, відповідно до якої в кожному повіті створювалися територіальні управління національної безпеки зі штатом від 16 до 32 співробітників. На думку експертів, створення повітових управлінь та їх додаткове фінансування з місцевих бюджетів повинно було суттєво посилити молдовські спецслужби. 23 грудня 1999 року парламент Молдови ухвалив закон про реорганізацію міністерства національної безпеки в Службу інформації і безпеки (СІБ рум. Serviciului de Informații și Securitate). Зі складу відомства були виведені прикордонні війська. Крім того, виключне право призначати керівника СІБ парламент надав президентові Молдови. У пояснювальній записці парламенту, крім загальних фраз про необхідність активізації розвідувальної та контррозвідувальної діяльності, Пасат особливо виділив придністровський напрямок, зазначивши, що його служба буде займатися забезпеченням територіальної цілісності та незалежності Молдови. У січні 2000 року президент Лучинський призначив Пасата директором Служби інформації і безпеки Молдови.
Восени 2000 року широкого розголосу набуло розслідування відомством Пасата справи про контрабандистів, які спеціалізувалися на постачанні етилового спирту з України. 21 вересня 2000 року на молдовському митному пункті Окниця було затримано 120 тонн спирту, на підставі чого 25 вересня 2000 року СІБ порушила кримінальну справу. У ході розслідування з'ясувалося, що цей канал контролювало злочинне угруповання кавказців на чолі з грузином Лухомаідом Джібадом, до складу якого також входили колишній віцекомісар Молдови осетин Сотраз Соскієв, 4 співробітники митниці в Окниці й 3 співробітники прикордонної поліції. 26 жовтня 2000 року в поле зору СІБ потрапив заступник генерального прокурора Молдови Міхай Мурзак, який намагався звільнити Соскієва, а в розмові з адвокатом останнього зауважив, що не слід було починати контрабанду спирту без нього. У листопаді 2000 року справу було оприлюднено: Пасат передав до парламенту інформацію про хід розслідування, звинувативши Мурзака в причетності до контрабанди етилового спирту. Той у відповідь заявив, що СІБ спробувала дискредитувати його після того, як під час прокурорської перевірки відомства були виявлені численні порушення, зокрема два випадки контрабанди алкоголю, а проти деяких співробітників СІБ були відкриті кримінальні справи. 22 грудня 2000 року відбулося закрите засідання молдовського парламенту за участю Пасата, Мурзака і генерального прокурора Мірчі Юга. Мурзак і його начальник зробили ставку на звинувачення співробітників СІБ в аналогічних злочинах, на що Пасат відповів, що він і не збирався вигороджувати своїх підлеглих, замішаних у контрабанді. Крім того, глава СІБ заявив, що має відомості про депутатів, замішаних у цій справі, повідомивши, що в обмін на припинення розслідування один з депутатів пропонував йому відкликати свій підпис з парламентської ініціативи про передачу служби під контроль парламенту. У лютому 2001 року за результатами таємного голосування у Вищій раді магістратури Мірча Юга на 6 років був обраний суддею Конституційного суду Молдови. У травні 2001 року новообраний парламент звільнив з посади 3 заступників генерального прокурора, серед яких був і Мурзак.
Ще під час обговорення законопроєкту про реорганізацію Міністерства національної безпеки депутати висловлювали припущення, що підконтрольна Лучинському і очолювана Пасатом СІБ напередодні запланованих на 2000 рік президентських виборів може стати інструментом політичного тиску. Улітку 2000 року в Молдові введена парламентська форма правління, а новий президент повинен був бути обраний депутатами до 15 січня 2001 року, коли закінчувалися повноваження Лучинського. У жовтні 2000 року прийнято новий закон про СІБ, відповідно до якого директора служби призначали на п'ятирічний термін парламентом за пропозицією глави держави, а знімали з посади тим же парламентом за пропозицією президента або групи депутатів. 16 листопада 2000 року, коли закон був офіційно опублікований і набув чинності, член комісії з державної безпеки та забезпечення громадського порядку депутат-комуніст Ілля Стаматов заявив, що парламент розгляне питання про відставку Пасата з метою деполітизації СІБ. За словами Стаматова, при реорганізації служби нові кадри відбирали за принципом їх особистої вірності директору, а багато професіоналів були відправлені у відставку. Крім того, деякі депутати заявили, що вже довгий час їхні телефонні розмови прослуховуються, а іноді їх переслідують незнайомі обличчя. Невідомо, чи розглядав парламент питання про відставку директора СІБ, який повинен був бути винесений на голосування до проведення президентських виборів, але Пасат залишився на посаді. У грудні 2000 року депутати так і не змогли вибрати нового президента, і в січні 2001 року Лучинський розпустив парламент. У лютому 2001 року на дострокових виборах більшість отримали комуністи, що дало їм змогу у квітні 2001 року обрати новим президентом Молдови Володимира Вороніна.
На думку спостерігачів, при Пасаті органи державної безпеки Молдови допустили низку серйозних промахів. Так, уже через 2 місяці після призначення Пасата міністром національної безпеки його відомство звинуватили у спільній операції з турецькими спецслужбами, під час якої в Кишиневі був затриманий Джеват Сойсала — один із лідерів Курдської робітничої партії. Представники курдської громади в Кишиневі заявили, що в липні 1999 року Сойсала був заарештований спецслужбами Молдови і за винагороду переданий Туреччині. Щоб «зам'яти» справу, Пасат навіть вилетів до Анкари, а міністерство національної безпеки Молдови спростувало свою причетність до затримання Сойсали, спробувавши звинуватити в події Міністерство державної безпеки Придністровської молдавської республіки.
30 травня 2001 року з ініціативи відомства Пасата уряд республіки заборонив іноземним громадянам усиновлювати молдовських дітей. За відомостями співробітників СІБ, вивезених із Молдови дітей використовували з негідною метою, зокрема як донорів для пересадки органів. Для перевірки інформації була створена спеціальна комісія, яка перевірила умови життя 593 з 604 усиновлених молдовських дітей. Міністр закордонних справ Молдови Ніколає Дудеу заявив, що відомості СІБ не відповідали дійсності. 26 грудня 2001 року уряд республіки знову дозволив іноземним громадянам усиновлювати молдовських дітей. Цей міжнародний скандал експерти називали однією з можливих причин звільнення Пасата.
21 грудня 2001 року Пасат був відправлений у відставку з поста директора Служби інформації і безпеки Молдови. Усі 89 депутатів, присутніх на засіданні парламенту, підтримали пропозицію президента Вороніна, який ніяк не прокоментував своє рішення, прийняте більш ніж через півроку після його приходу до влади. Новим директором служби став Іон Урсу — колишній заступник глави СІБ. На думку деяких експертів, Пасат був звільнений через те, що не зміг зірвати вибори в Придністровській молдовській республіці, за результатами яких Ігор Смирнов учергове був обраний президентом. У листопаді 2001 року з'явилися відомості про те, що двома місяцями раніше президент Воронін нібито оголосив співробітникам СІБ, що їхнє головне завдання — відновлення територіальної цілісності Молдови. Для реалізації цієї мети проти Придністров'я була розгорнута повномасштабна інформаційна війна, під час якої, зокрема, молдовські чиновники вирішили скористатися подіями 11 вересня 2001 року в США і ототожнити придністровську владу з міжнародним тероризмом. Проте 9 грудня 2001 року вибори владою самопроголошеної Придністровської республіки були визнані такими, що відбулися: активність виборців склала 65%, Смірнов отримав близько 80% голосів і був переобраний президентом республіки.
Пізніше з'ясувалося, що Пасат особисто брав участь у розробці подвійного агента, який насправді працював в інтересах Придністровської молдавської республіки. У січні 2003 року голова Міністерства державної безпеки ПМР Володимир Антюфєєв виступив зі спеціальним зверненням до жителів республіки, розповівши про оперативну гру з міністерством національної безпеки Молдови, яка ще 1996 року спробувала завербувати співробітника МДБ ПМР Олега Осадчука. 1999 року Осадчук з санкції свого керівництва особисто зустрівся з Пасатом, який доручив подвійному агенту збирати і передавати інформацію про роботу придністровського міністерства. Після відставки Пасата полковник, який вів Осадчука, був підвищений до заступника директора СІБ. За словами подвійного агента, керівництво вивело його з гри лише після того, як молдовські спецслужби вирішили з його допомогою здійснити замах на Антюфєєва. За словами останнього, в ході оперативної гри МДБ отримала безцінну інформацію про методи роботи СІБ.

### Приватизація
19 лютого 2004 року голова правління РАТ «ЄЕС Росії» Анатолій Чубайс призначив Пасата своїм радником з питань зовнішньоекономічних зв'язків компанії. У той час ЗАТ «Інтер РАО ЄЕС» (дочірня компанія РАО «ЄЕС Росії») брала участь у тендері з продажу 75% + 1 акція двох молдовських електромережевих компаній RED NORD і RED NORD-WEST. Після того як у квітні 2004 року американська компанія AES Silk Road (конкурент російського монополіста) відмовилася брати участь у конкурсі, молдовська влада відмінила проведення тендеру. За деякими відомостями, таке рішення могло бути прийняте президентом Вороніним саме через те, що Пасат став працювати на РАТ «ЄЕС Росії». Раніше російська компанія вже намагалась приватизувати молдовські електромережі, але Кишинів кожен раз продавав їх іншим покупцям. У 2003 році РАТ «ЄЕС Росії» виключили з числа претендентів на купівлю 100% акцій Молдавської ГРЕС, продавши їх російсько-бельгійській компанії Saint Guidon Invest. Проте остання так і не завершила платіж за ГРЕС, продавши весь пакет акцій РАТ «ЄЕС Росії».

### Парламент
2005 року Пасат брав активну участь у парламентській передвиборчій кампанії в Молдові, яка проходила на тлі серйозного погіршення відносин між Кишиневом і Москвою. У лютому 2005 року Пасат взяв участь в установчому з'їзді конгресу уродженців Молдови «Patria-Moldova», на якому були присутні близько тисячі представників молдовської діаспори. Організатори з'їзду, що проходив у Москві, закликали молдован, які перебували за межами республіки, не підтримувати на майбутніх виборах комуністичну партію президента Вороніна. Відповідно до законодавства Молдови, громадяни країни, які проживали за кордоном, мали право брати участь у голосуванні. За деякими відомостями, на той час на заробітки з Молдови виїхало близько 1 млн осіб (з них 700 тис. — в Росію), а загальне населення республіки оцінювалося менш ніж в 4 млн осіб. З'їзд прийняв резолюцію, у якій, зокрема, попросив Росію не вводити економічні санкції проти Молдови, а Пасата уповноважив передати побажання делегатів особисто президентові Росії Володимиру Путіну. 6 березня 2005 року Комуністична партія Молдови знову перемогла на виборах, отримавши 45,98% голосів і 56 депутатських мандатів, а 4 квітня 2005 року Вороніна було повторно обрано президентом Молдови.

### Кримінальні справи
11 березня 2005 року Пасат був затриманий співробітниками правоохоронних органів Молдови в аеропорту Кишинева. За деякими відомостями, він прилетів у республіку на з'їзд опозиційних партій, що програли парламентські вибори. Генеральна прокуратура Молдови пред'явила Пасату звинувачення в розкраданні 40 млн доларів під час операції 1997 року з продажу США 21 літака МіГ-29, за який американці нібито заплатили 80 млн доларів. Після того як колишній президент Лучинський і американська сторона підтвердили, що США дійсно придбали літаки всього за 40 млн доларів, слідчі скоригували звинувачення: Пасата звинувачували в завданні збитків бюджету країни в розмірі 53 млн доларів, оскільки він нібито розірвав договір з південнокорейською фірмою, що запропонувала за літаки понад 93 млн доларів. Через два тижні після арешту молдовська прокуратура також звинуватила Пасата у продажу словацькій фірмі Joi Slovakia систем залпового вогню «Ураган» та боєприпасів до них за заниженою ціною, чим було завдано збитків державному бюджету на 1,8 млн доларів. 17 січня 2006 року Пасат засуджений до 10 років позбавлення волі за продаж за заниженими цінами 21 літака МіГ-29 і ракетних установок «Ураган». Незабаром після винесення вироку Анатолій Чубайс заявив, що РАТ «ЄЕС Росії» продовжить використовувати всі законні способи і весь свій вплив для захисту Пасата, назвавши вердикт суду політичною розправою і пообіцявши президенту Вороніну «серйозні проблеми».
7 лютого 2006 року проти Пасата почалося нове розслідування: віцеспікер молдовського парламенту Рошка звинуватив його в підготовці державного перевороту і вбивства. Лідер християн-демократів заявив, що напередодні парламентських виборів Пасат пропонував йому гроші для фінансування передвиборчої кампанії його партії, а в разі перемоги комуністів планував організувати масові акції протестів, які б скинули Вороніна. При цьому за умови вдалого завершення державного перевороту Пасат нібито збирався вбити Рошку. Безпосереднім виконавцем убивства називався румунський сенатор Іліе Ілашку, який під час придністровського конфлікту очолював молдовську диверсійну групу «Бужор». Пізніше Ілашку спростував ці чутки, але підтвердив, що Пасат просив його допомогти в кампанії з дискредитації молдовської влади для дестабілізації ситуації в республіці в обмін на сприяння у звільненні членів «Бужора» Тудора Петрова-Попи та Андрія Іванцока, які перебували в Тираспільській тюрмі. 4 травня 2006 року Пасату пред'явили офіційні звинувачення в підготовці захоплення державної влади та вбивства.
У жовтні 2006 року апеляційна палата Кишинева скоротила Пасату термін ув'язнення з 10 до 5 років. Судді зняли з колишнього міністра оборони звинувачення у продажу за заниженою ціною 21 МіГ-а, залишивши другий пункт звинувачення — продаж залпових систем «Ураган». 10 січня 2007 року апеляційна палата Кишинева відмовилася амністувати Пасата, але вже 9 липня 2007 року змінила власне рішення. Судді постановили, що правопорушення, допущені Пасатом в операції з продажу систем залпового вогню «Ураган», підпадали під закон про амністію, прийнятий 16 липня 2004 року з нагоди десятиріччя конституції Молдови. Експерти пов'язали звільнення Пасата з поліпшенням російсько-молдовських відносин, особливо після двосторонньої зустрічі 22 червня 2007 року президентів Вороніна і Путіна в Москві. За словами віцеспікера молдовського парламенту Рошки, під тиском Росії було навіть призупинено розслідування про підготовку Пасатом убивства і державного перевороту. Того ж року його звинуватили в контрабанді зброї: приводом стало те, що під час обшуку в нього вдома знайшли іменну нагородну зброю.
10 липня 2007 року Пасат прибув до Росії і був поміщений до однієї з московських лікарень для проходження медичного обстеження. За словами його адвокатів, Пасат протягом 2 місяців міг подати касаційну скаргу, щоб домогтися не амністії, а повного виправдання. Він навіть хотів домогтися від Молдови грошової компенсації за свій незаконний арешт. Пасат повернувся в РАТ «ЄЕС Росії» на стару посаду й обіймав її до розформування компанії, яке відбулося 1 липня 2008 року. Ходили чутки, що після цього Пасат став одним зі співвласників молдовського опозиційного телеканалу PRO TV Chisinau.
3 жовтня 2007 року стало відомо, що Пасат подав позов проти уряду Молдови до Європейського суду з прав людини. За словами депутата парламенту Молдови Влада Кубрякова, який представляє республіку в Парламентській асамблеї Ради Європи, раніше комісія з прав людини ПАРЄ одноголосно вирішила закрити справу про арешт Пасата, оскільки не виявила політичних мотивів у кримінальному переслідуванні. Адвокат Пасата заявив, що нічого не знає про звернення свого підзахисного до суду, отримавши інформацію про позов лише з повідомлень у пресі.
2008 року сторони обвинувачення і захисту звернулися до Апеляційної палати Кишинева (АПК) з проханням провести повторні слухання. 16 липня 2009 року АПК повністю виправдала Пасата у справі про незаконний продаж літаків МіГ-29 і систем залпового вогню «Ураган».
У жовтні 2009 року, після того як у Молдові комуністи зазнали поразки на парламентських виборах, Пасат написав відкритого листа новому керівникові Генеральної прокуратури Молдови Валерію Зубко, у якому висловив надію, що відомство після зміни влади зможе «по-справжньому представляти інтереси суспільства і захищати права і свободи громадян» і що порушені проти нього справи про контрабанду зброї і державний переворот будуть закриті. Також Пасат поскаржився, що через слідства щодо цих двох справ він з кінця 2008 року не міг отримати новий закордонний паспорт, а без нього не може ні здійснювати ділові поїздки за кордон, ні повернутися до Молдови, щоб зустрітися з батьками. 23 жовтня за клопотанням Генеральної прокуратури Молдови Пасат отримав новий закордонний паспорт. У листопаді 2009 року стало відомо, що всі звинувачення проти Пасата були зняті. У своєму інтерв'ю Пасат заявив, що має намір домогтися притягнення до відповідальності тих працівників прокуратури, хто порушував проти нього кримінальні справи.
У квітні 2011 року Європейський суд з прав людини відхилив позов Пасата до уряду Молдови, через те, що молдовська сторона вже визнала помилку своїх прокурорів і виплатила Пасату 12 тис. євро компенсації. Сам Пасат при цьому вимагав від уряду Молдови 2,5 млн євро.

### Вибори 2011 року
На початку 2010 року Пасат повернувся до Молдови і зайнявся політичною діяльністю. У червні 2010 року він заснував  Гуманістичну партію Молдови і став головою. На парламентських виборах у листопаді 2010 року партія набрала 0,9% голосів виборців і депутатських мандатів не отримала. Партія виступала за введення предмету «основи православ'я» в молдовських школах і приєднання держави до Союзу Білорусі і Росії. У березні 2011 року Пасат оголосив, що його партія буде перейменована в Народно-демократичну.

## Наукова діяльність
З 2002 року Пасат працював в Інституті історії Академії наук Молдови, членом-кореспондентом якої був обраний 2000 року. Пасат опублікував низку наукових робіт, присвячених питанням державного будівництва та національних відносин. Він написав книгу «Важкі сторінки історії Молдови. 1940–1950 роки», а після свого затримання 2005 року продовжив роботу над книгою про історію репресій у Молдові після Другої світової війни.

## Особисте життя
Пасат одружений з Лілією Ґарчен, яка працювала в представництві Молдови у Франкфурті-на-Майні в Німеччині. 2000 року в подружжя народилася дочка Валерія (Віоріка).

## Відзнаки й нагороди
У червні 1997 року указом президента РФ Бориса Єльцина «за великий особистий внесок у розвиток російсько-молдавської співпраці» Пасат був нагороджений орденом Дружби.